# Eigennaam
Een eigennaam is een zelfstandig naamwoord waarmee een individuele persoon of zaak wordt aangeduid. Deze wordt onderscheiden van de soortnaam of het appellatief. De wetenschap die eigennamen bestudeert heet de naamkunde of onomastiek.
De meeste eigennamen worden in talen die het Latijnse alfabet gebruiken met een hoofdletter geschreven. Hierdoor zijn ze in de schrijftaal goed herkenbaar. Het Duits vormt in dit opzicht een uitzondering: in deze taal worden alle zelfstandige naamwoorden met een hoofdletter geschreven.
Eigennamen hebben vanwege hun identificerende functie de neiging zich te onttrekken aan taalverandering. De schrijfwijze van eigennamen kan dan ook spellingsconventies weerspiegelen die elders zijn verdwenen: Huydecooper (als soortnaam: huidenkoper), Cuijk (modern gespeld: Kuik), het Hooge Huys (als soortnaam: hoge huis). Ook omdat veel eigennamen in wetten en akten zijn vastgelegd, zijn ze immuun voor richtlijnen die de spelling van soortnamen en andere woorden regelen.
Niet alle eigennamen worden met een hoofdletter geschreven: namen van (cultuur)historische perioden (middeleeuwen, barok) krijgen een kleine letter, evenals de namen van de maanden en de dagen van de week (maandag, januari). In andere talen gelden voor dergelijke eigennamen soms andere conventies. Daarnaast gelden er (ook binnen het Nederlands) specifieke uitzonderingen, zoals dEUS, iTunes en samenstellingen die in CamelCase geschreven worden. Vanouds gebeurt dit met bijvoorbeeld Schotse achternamen als McIntosh en McCartney, de zonen van Intosh en Cartney. Wanneer een term zowel als eigennaam als in woordvorm een eigen betekenis heeft, leidt verschillend hoofdlettergebruik gauw tot betekenisverschil. Volgens sommige interpretaties kan een Iberisch schiereiland Gibraltar of Punta Tarifa zijn, of het Iberisch Schiereiland zelf. Het Iberisch Schiereiland is dan alles onder de Pyreneeën.
Het komt voor dat er dingen of personen zijn die eenzelfde naam hebben. Meestal vormt dit geen probleem, maar soms moet de rechter eraan te pas komen om de verwarring te beëindigen.

## Soorten eigennamen
Eigennamen kunnen in de volgende categorieën worden onderverdeeld:
1. Persoonsnamen of antroponiemen. In het Nederlands zijn deze te onderscheiden in voornamen en achternamen, in een taal als het Russisch worden - net als vroeger in het Nederlands - daarnaast nog patroniemen gebruikt. Persoonsnamen kunnen ook worden toegekend aan dieren, of zelfs aan voorwerpen, zoals de diamant Koh-i-Noor, die daarmee als het ware worden gepersonificeerd.
2. Geografische namen of toponiemen. Deze zijn onder te verdelen in namen voor nederzettingen, straten, wateren (hydroniemen), reliëf (oroniemen) etc. Ook de astroniemen en namen van andere hemellichamen zijn hieronder te scharen.
3. Namen van organisaties en instellingen.
4. Merknamen en handelsnamen.

## Naamgeving van schepen
Een scheepsnaam wordt vaak, niet altijd, voorafgegaan door een aanduiding van het type schip:
- Zr. Ms.: Zijner Majesteits, voor een schip van de Koninklijke Marine
- MS/ MV: Motorschip (Motorvessel), bijvoorbeeld de MS Vlieland
- HSC: High speed craft
- SS: stoomschip
- TT: turbine tanker
- ZS: zeilschip

Als een rederij of bevrachter om reden van traditie of succes een naam wil handhaven als een nieuw schip in de vaart komt wordt vaak de oude naam voorzien van een volgnummer bijvoorbeeld Zwarte Zee (III) en Zwarte Zee (IV).
In sommige gevallen is de naam van een schip een hulpmiddel om de rederij te herkennen zoals dat bij de 'gracht' schepen het geval is: MV Lauriergracht, MV Leliegracht van Spliethoff.

## Het vertalen van eigennamen
Eigennamen zijn ondanks hun identificerende karakter in principe vertaalbaar. Waar het in het Nederlands naarmate de vreemde taal onbekender is gebruikelijker is om namen van organisaties en instellingen te vertalen, gebeurt dat bij personen zelden en bij plaatsnamen uitsluitend als het om bekendere plaatsen gaat (Athene, Praag). Voorbeelden van vertaalde persoonsnamen zijn die van historische vorsten (Karel de Grote) en die van sommige bijbelse figuren (Johannes). In dit opzicht hebben verschillende talen verschillende tradities: het Engels, Frans en Duits vertaalt bijvoorbeeld ook namen van antieke schrijvers (Horatius wordt Horace resp. Horaz), terwijl in het Nederlands het Latijnse origineel gehandhaafd blijft. In het Pools worden, vergeleken bij het Nederlands, behalve een veel groter aantal plaatsnamen ook meer persoonsnamen vertaald, zoals die van Karl Marx (Karol Marks).
Zie ook:
- Meertalige naamgeving

## Van eigennaam naar soortnaam
Eigennamen kunnen zich in de taal tot soortnaam ontwikkelen en verliezen daarmee hun hoofdletter. De plaatsnaam Bordeaux kan zo worden onderscheiden van de soortnaam bordeaux, waarmee een wijn wordt aangeduid. Persoonsnamen die zich hebben ontwikkeld tot soortnamen worden eponiemen genoemd: zeppelin (naar Ferdinand von Zeppelin), braille (naar Louis Braille) etc. Deze term wordt overigens ook gebruikt voor afleidingen van persoonsnamen en samenstellingen met persoonsnamen: dopplereffect, sadisme, rubensfiguur.

## Eigennaam en titel
Het begrip titel is net iets anders dan een eigennaam, hoewel beide begrippen in sommige gevallen door elkaar worden gebruikt. Bij personen kan een titel gebruikt worden om opleidingsniveau, beroep, geslacht, of stand van een persoon aan te geven. De naam van een film of boek is eigenlijk de titel, maar beiden worden door elkaar gebruikt. In de informatica kunnen documenten zowel een naam als een titel hebben, die niet noodzakelijkerwijs gelijk zijn.

## Naamconventies in andere landen
- Akan-voornamen
- Birmese namen
- Iberische en Ibero-Amerikaanse achternamen
- IJslandse namen
- Japanse namen
- Russische namen
- Thaise namen

achterzetsel · bijwoord · ideofoon · lidwoord · naamwoord (bijvoeglijk · eigennaam · zelfstandig) · telwoord (hoofdtelwoord · rangtelwoord · telbijwoord) · tussenwerpsel · voegwoord · voornaamwoord (aanwijzend · betrekkelijk · bezittelijk · onbepaald · persoonlijk · temporeel · uitroepend · vragend · wederkerend · wederkerig) · voorzetsel · werkwoord